# Hørby Sogn (Holbæk Kommune)
Hørby Sogn  war eine Kirchspielsgemeinde (dän.: Sogn) auf der im Isefjord gelegenen Halbinsel Tuse Næs auf der Insel Sjælland im südlichen Dänemark.
Bis 1970 gehörte sie zur Harde Tuse Herred im damaligen Holbæk Amt, danach zur Holbæk Kommune im Vestsjællands Amt, die im Zuge der Kommunalreform zum 1. Januar 2007 in der „neuen“ Holbæk Kommune in der Region Sjælland aufgegangen ist. Am ersten Januar 2016 wurden Hørby Sogn und der östlich benachbarte Udby Sogn zum Tuse Næs Sogn vereinigt.
Im Kirchspiel lebten am 1. Oktober 2015 1.106 Einwohner. Im Kirchspiel liegt die Kirche „Hørby Kirke“.
Nachbargemeinden sind im Westen Hagested Sogn und im Osten Udby Sogn. Eine kleine Exklave des Horby Sogn liegt im südwestlich gelegenen Butterup-Tuse Sogn.